# Yuji Hoshi
Yuji Hoshi (星 雄次 Hoshi Yūji?, Hamamatsu, Kanagawa, 27 de julio de 1992) es un futbolista japonés que juega como defensa en el Albirex Niigata.

## Trayectoria

### Clubes
| Club                   | País  | Año       |
| ---------------------- | ----- | --------- |
| Fukushima United F. C. | Japón | 2015      |
| Renofa Yamaguchi F. C. | Japón | 2016-2017 |
| Oita Trinita           | Japón | 2018-2020 |
| Albirex Niigata        | Japón | 2021-     |